# 田儋
田 儋（でん たん、? - 紀元前208年）は、秦末期の斉の国王。子に田巿。従弟に田栄・田横がいる。『史記』に列伝として立てられている。陳勝・呉広の乱に乗じて、斉王を名乗って自立したが、秦との戦いで戦死した。

## 生涯
狄の出身で、斉王の田氏の後裔であった。田儋の一族は、従弟に田栄・田横がおり、強い勢力を有していた。
秦の二世元年（紀元前209年）7月、陳勝・呉広の乱が起こって中国全土が騒乱状態になると、陳勝は周巿を遣わし、魏の地を攻略させた。周巿は北上して狄にまで至った。狄では、（周巿の攻撃に備えて）、秦の県令が城の守りを固めていた。
二世2年（紀元前208年）10月、田儋は偽って、自分の奴隷を縛り上げ、若者たちを従えて県令のところにいき、県令に告げてから奴隷を殺すことを求めた。狄の県令が会見すると、県令を討ち殺す。そして、権勢のある官吏やその子弟を呼んで言った。「諸侯は皆、秦に反乱を起こして自立した。斉は昔から建っていて古い国であり、田儋は（その斉の王であった）田氏である。王になって当然だ」。ついに、自立して斉王を名乗り、兵を発して、周巿を攻撃した。周巿は撤退していった。そこで、田儋は兵を率いて、東方の斉の地を平定・攻略していった。
同年12月、陳勝が秦の将軍の章邯と戦い敗走して、部下の荘賈に裏切られて殺される。
同年端月（1月）、陳勝が行方不明となった後、自分に要請せずに勝手に楚の仮王を名乗った景駒を責める。章邯率いる秦軍が魏王の魏咎を攻め、臨済に魏咎を包囲する。
同年2月、景駒を仮王に立てた秦嘉から援軍要請のために使者として送られてきた公孫慶を、田儋は「陳王（陳勝）は戦に敗れたと聞いて、彼の生死が分からないのに、楚はなぜ、私に要請せずに王を勝手に立てたのか！」と責めあげると、公孫慶は「斉も楚に要請せずに勝手に王を名乗っています。楚がなぜ、斉に要請して王を立てる必要がありましょうか！楚は初めにこの度の事業（秦への反乱）を起こしました。（楚が）天下に号令するのは当然でしょう」と抗弁したため、公孫慶を殺してしまう。
同年4月、臨済は陥落しそうになり、魏咎から田儋のもとに周巿が派遣され、援軍を要請してきた。周巿はまた、楚の項梁にも援軍を要請した。田儋は田巴を援軍として派遣するとともに、要請に応じて兵を率いて魏を救うために援軍に赴いた。
同年6月、秦の章邯の夜襲を受けて、斉と魏の軍は大敗し、田儋は臨済において戦死した。田栄は田儋の残兵を集めて逃走した。
同年7月、斉では戦国時代の斉最後の王となった田建の弟の田假が斉王として擁立されたが、田栄は田假たちを攻撃して斉から追放した。
同年8月、田栄は田儋の子の田巿を擁立して王とした。